# پرونده‌ای برای دو نفر
پرونده‌ای برای دو نفر (به آلمانی: Ein Fall für zwei) مجموعهٔ تلویزیونی جنایی و درام حقوقی محصول کشور آلمان است که از سال ۱۹۸۱ تا کنون از شبکهٔ زد د اف در حال پخش است. وقایع این مجموعهٔ تلویزیونی در حومه اصلی شهر فرانکفورت اتفاق می‌افتد که نشان می‌دهد چگونه دو شخصیت اصلی داستان جنایات را حل می‌کنند: یک وکیل مدافع و یک کاراگاه خصوصی.
جوزف ماتولا با بازی کلاوس تیو گارتنر یک افسر سابق پلیس آلمان به کسب و کار خصوصی رفته‌است. روش تحقیقش خیلی کارا و مستقیم است و حتی گاهی وقت‌ها به حقه‌های کثیف متوسل می‌شود. کلاوس تیو گارتنر از ابتدا تا به حال این نقش را به تصویر کشیده‌است.
در مقابل بازیگر شخصیت وکیل مدافع چندین بار تغییر کرده‌است. اولین وکیل مدافع دکتر دایتر رنز با بازی جیونر استرک بود. دکتر رنز در قسمت ۶۰ بازنشسته شد و دکتر رینر فرنک با بازی رینر هونالد جایگزین او شد. در قسمت ۱۴۹ دکتر فرنک به کار مدرسی در دانشکده حقوق پرداخت و دکتر یوهانسن واس با بازی ماتیاس هرمن جایگزین او شد. در قسمت ۱۸۲ دکتر واس توسط یک مجرم فراری به ضرب گلوله کشته شد و دکتر مارکوس لسینگ با بازی پل فرییانگهوس جایگزینش شد.

## خلاصه داستان
بسیاری از قسمت‌های این مجموعهٔ تلویزیونی الگوی ساده‌ای را دنبال می‌کند. فردی به قتل رسیده و پلیس مظنون احتمالی را بازداشت کرده‌است. مظنون ادعای بی‌گناهی کرده و وکیل مدافع این مجموعه تلویزیونی را به عنوان وکیل خود استخدام می‌کند. وکیل مدافع تمام کارهای اداری را انجام می‌دهد، با پلیس صحبت می‌کند و در دادگاه حاضر می‌شود. در همین حال ماتولا تمام تحقیقات واقعی و کارهای پلیسی را انجام می‌دهد. ماتولا بیشتر وقت‌ها در درگیری‌ها وارد می‌شود. اگرچه در اوایل دهه ششم زندگی‌اش به سر می‌برد ولی آدم‌های بد را می‌زند. در پایان، معمولاً اما نه همیشه مظنون بی‌گناه تشخیص داده می‌شود و مجرم اصلی پیدا می‌شود.
در اواخر سال ۲۰۰۶ تا اوایل سال ۲۰۰۷ بیشتر قسمت‌های این مجموعهٔ تلویزیونی شامل صحنه‌هایی بود که ماتولا از باشگاه‌های رقص برهنه برای بازجویی از صاحبان باشگاه یا مشترنیانش بازدید می‌کرد، که شامل صحنه‌های مختصری از زنان رقصنده برهنه بود. به ندرت در دیگر مجموعه‌های پلیسی آلمان چنین صحنه‌هایی نشان داده می‌شود. در قسمت‌های کنونی دیگر چنین صحنه‌هایی وجود ندارد.
ساختار این مجموعه تلویزیونی بسیار شبیه به مجموعهٔ تلویزیونی درام پری میسون است که محصول کشور آمریکا است، با این تفاوت که بسیاری از صحنه‌های مجموعهٔ تلویزیونی پرونده‌ای برای دو نفر در اتاق دادگاه اتفاق نمی‌افتد.
در اکتبر ۲۰۱۱ کلاوس تیو گارتنر و پل فرییانگهوس خبر دادند که پس از قسمت ۳۰۰ در آگوست ۲۰۱۲ از این مجموعه تلویزیونی کنار می‌کشند.

## پخش به زبان فارسی
این مجموعهٔ تلویزیونی از شبکه ۳ سیمای جمهوری اسلامی ایران پخش شد. سرپرست گویندگان این مجموعهٔ تلویزیونی ابوالحسن تهامی نژاد بود. گویندهٔ نقش جوزف ماتولا حسین عرفانی بود.